# بوب بويد
بوب بويد (بالإنجليزية: Bob Boyd)‏ هو مدرب كرة قدم ولاعب كرة قدم بريطاني (وحمل سابقاً جنسية المملكة المتحدة لبريطانيا العظمى وأيرلندا) في مركز الهجوم، ولد في 1865. لعب مع Leith Athletic F.C. ‏.

## وصلات خارجية
- بوب بويد على موقع الاتحاد الإسكتلندي (الإنجليزية)